# پارک ملی نایروبی

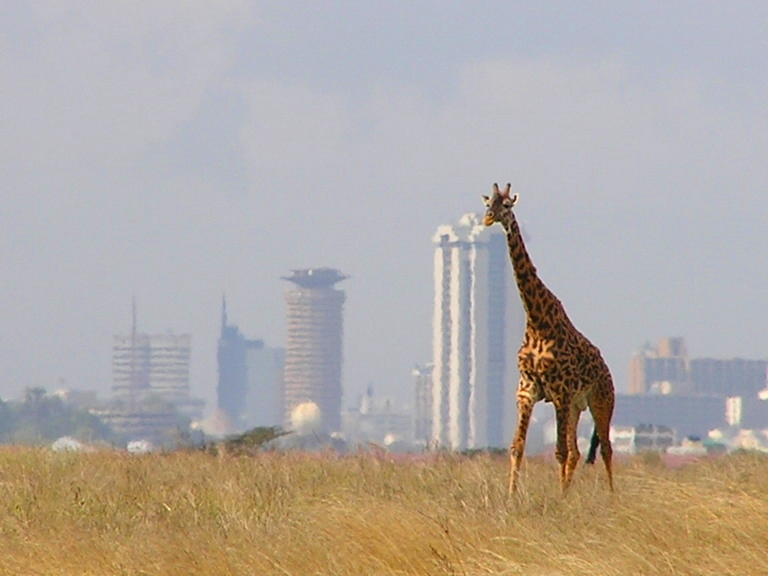
یک زرافه در پارک ملی نایروبی

پارک ملی نایروبی پارکی ملی در نایروبی است که به عنوان نخستین پارک از این نوع در کنیا، در سال ۱۹۴۶ گشایش یافت. این پارک به صورت تقریبی در ۷ کیلومتری جنوب مرکز نایروبی قرار دارد و تنها یک حصار آن را از کلان‌شهر جدا می‌سازد. آسمان‌خراش‌های پایتخت کنیا از درون این پارک مشاهده‌پذیرند. این نزدیکی بسیار حیات وحش و زندگی شهری در آن منطقه باعث برخوردهایی اجتناب‌ناپذیر میان این دو شده است.
اگرچه پارک ملی نایروبی در فاصله بسیار کمی از مناطق شهری قرار دارد و به نسبت دیگر پارک‌های حیات وحش در آفریقا کوچکتر است، جمعیت بسیار زیادی از زیواگان را در خود جا داده است. گله‌های جانوران گیاه‌خوار در فصل‌های خشک سال در این پارک جمع می‌شوند و این پارک یکی از موفق‌ترین مناطق حفاظت‌شده برای اسب‌های آبی به شمار می‌رود.

## زیواگان
پارک دارای جمعیت بسیار متنوع و پراکنده‌ای از زیواگان است. از جمله گونه‌های جانوری موجود در پارک می‌توان به بوفالوی آفریقایی، بابون، کرگدن سیاه، گورخر برشل، یوزپلنگ، آهوی گرانت، اسب آبی، پلنگ، شیر، آهوی تامسون، ایمپالا، زرافه ماسای، شترمرغ، کرکس، و کل آب‌دوست اشاره کرد.
گیاه‌خوران، از جمله گاو وحشی و گورخر، منطقه حفاظت‌شده کیتنگالا را برای مهاجرت به سوی جنوب استفاده می‌کنند تا به دشت‌های آتی-کاپیتی برسند. آن‌ها در فصل‌های بارانی در منطقه پراکنده می‌شوند و در فصل خشک دوباره به پارک باز می‌گردند. تراکم درون پارک در فصل خشک به بالاترین حد خود می‌رسد و این هنگامی است که مناطق بیرونی پارک همه خشک شده‌اند. چندین سد کوچک ساخته شده درون پارک به آن منابع آبی بیشتری نسبت به بقیه مناطق کناری خود می‌دهد.